# Рахи (Пијерија)
Рахи (грч. Ράχη) је насељено место у општини Катерини у периферији Средишња Македонија, Грчка. Према попису из 2021. године био је 371 становник.
Насеље је подигнуто после 1928. године насељавањем грчких избегличких породица. На попису из 1940. године Рахи је имао 287 становника.